# Dendrocerus floridanus
Dendrocerus floridanus är en stekelart som först beskrevs av William Harris Ashmead 1881.  Dendrocerus floridanus ingår i släktet Dendrocerus och familjen trefåresteklar. Inga underarter finns listade i Catalogue of Life.